# Kbk wz. 2002 ビン
Kbk wz. 2002 ビン(ポーランド語: Karabinek wzór. 2002 Bin)は、ポーランドのワルシャワ軍事工科大学(WAT)にて試作されたブルパップ自動小銃。

## 開発
1990年代後半からワルシャワ軍事工科大学の銃器設計・運用部門にてブルパップ方式の銃器に関する研究が始まり、1997年には初となる試作機であるKbk wz. 1997 ボゾが試作され、2000年頃からは同じ部門でwz. 96 ベリルをブルパップ方式に再構築する実験が開始された。
2002年にミハル・ビネルによってその試作型が開発され、設計者の名前と設計年からKbk wz. 2002 ビンと名称が与えられた。

## 構造

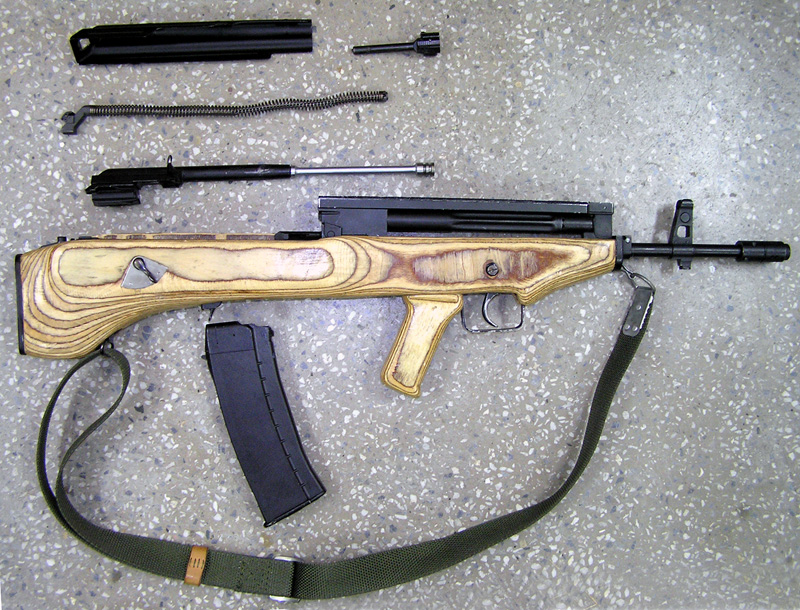
分解されたwz. 02 ビン。

ベースはwz. 97 ボゾではAKMだったものの、wz. 02 ビンではwz. 96 ベリルをベースとしており、使用弾薬も同様の5.56×45mm弾である。
フレームはグリップから銃床、ハンドガード全てが一体となっている木製のもので、フレーム右側面には小型のセレクターがある。レシーバーはwz. 96 ベリルのものをそのまま流用しており、銃身、フロントサイト、銃口装置などは全てwz. 96 ベリルと同様になっている。リアサイトは削除されており、代わりにガスチューブを覆うようにピカティニーレールを配置している。銃床下側とフレーム前端にはスリングスイベルがあり、スリングの取り付けが可能。
wz. 96 ベリルのレシーバーをそのまま流用しているためwz. 96 ベリルと同様のガス圧ロングストロークガスピストン方式で作動している。